# Шаранс
Шаранс (нем. Scharans) — коммуна в Швейцарии, в кантоне Граубюнден. 
Входит в состав округа Хинтеррайн. Население составляет 826 человек (на 31 декабря 2006 года). Официальный код  —  3638.
Шаранс — родина музыкальной группы 77 Bombay Street, получившая дважды платиновую сертификацию в Швейцарии.